# NGC 1883
NGC 1883 (również OCL 417) – gromada otwarta znajdująca się w gwiazdozbiorze Woźnicy. Odkrył ją William Herschel 11 grudnia 1786 roku. Jest położona w odległości ok. 15,7 tys. lat świetlnych od Słońca.